# NDC Netzler & Dahlgren Co AB
Netzler & Dahlgren Co AB, förkortat NDC, var ett svenskt företag grundat 1962 av Göran Netzler och Anders Dahlgren. Deras ursprungliga affärsidé var att bygga specialkonstruerad elektronisk utrustning. Med åren utvecklades NDC till en teknikplattformsleverantör (navigation, maskinvara, programvara) för tillverkare av AGV:er (automatiska truckar). 2001 förvärvades NDC av Danaher.

## Historia

### De första åren

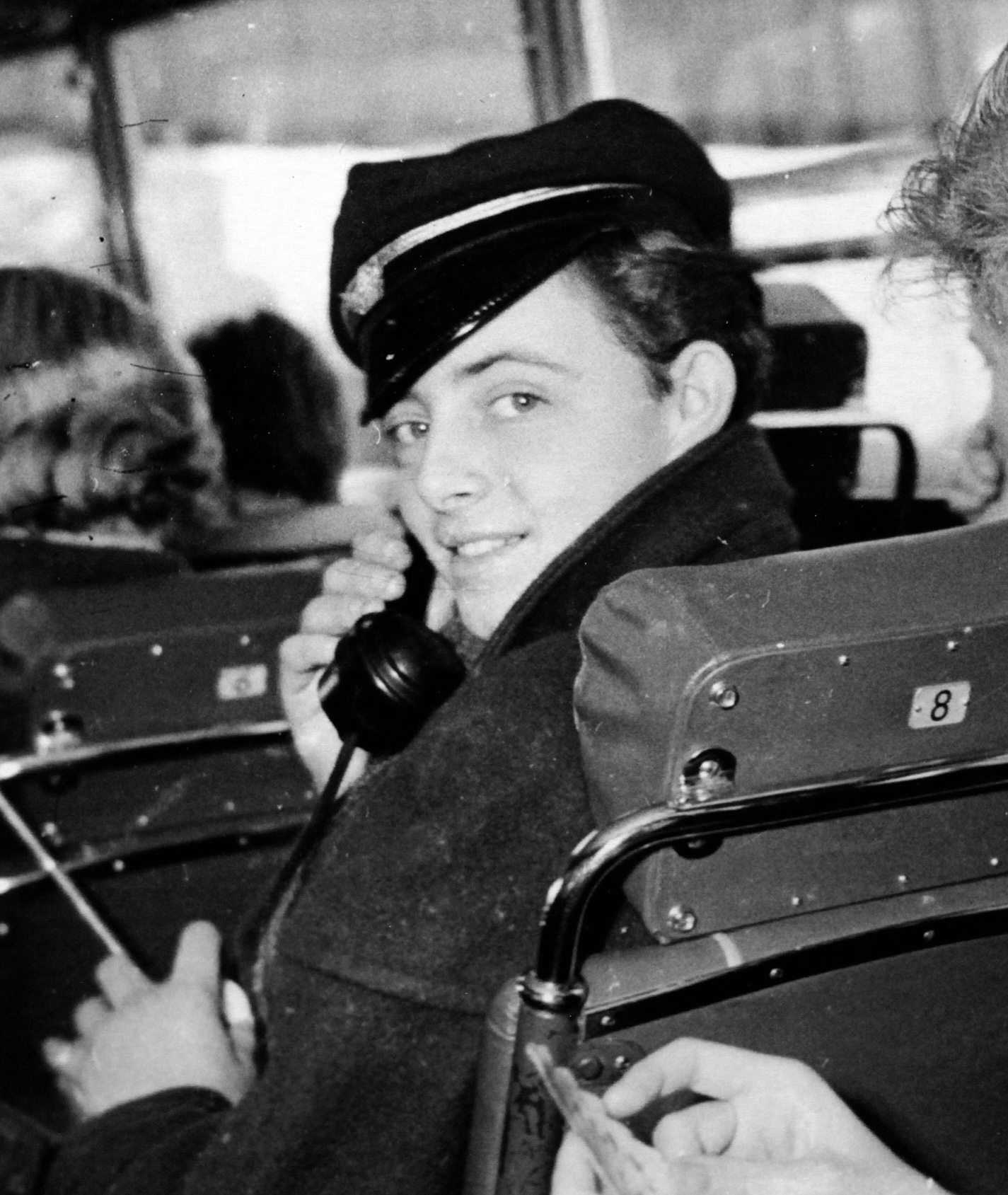
Göran Netzler under sin gymnasietid på Majornas högre allmänna läroverk (cirka 1956). På bilden testar han en tidig föregångare till mobiltelefon.

NDC började producera specialbyggd elektronisk utrustning i liten skala för en rad olika branscher, till exempel tillverknings- och marinindustrin. Antalet ägare växte under 1960-talet till att innefatta Ingvar Bergström, Arne Nilsson och Jan Jutander.
I början av 1970-talet hade NDC ett 30-tal anställda och började locka till sig stora företag som Getinge, Tetra Pak och  Volvo. Deras första AGV-projekt var för Volvoverken i Kalmar 1972. NDC var inblandade i att producera AGV-prototyperna men ansågs vara för små för att ta sig an hela projektet. De anlitades dock för att leverera alla drivenheter. På den tiden innebar Volvoanläggningen en revolution inom bilbranschen och introducerade ett helt nytt sätt att arbeta.   

### Ny affärsmodell
1976 installerade Tetra Pak tjugo AGV:er i sin anläggning i Lund, Sverige. NDC levererade elektroniken, Tellus mekaniken och ErgoData styrsystemet. Projektet var en stor framgång och Tetra Pak började föra in AGV:er vid sina anläggningar världen över. NDC var med i många AGV-projekt för Tetra Pak under 1970- och 1980-talen, och såg sin chans att utöka sin verksamhet till något större.
I början av 1980-talet fattade NDC det strategiskt viktiga beslutet att fokusera på att skapa en generisk styrplattform för AGV-tillverkare. Drivna av datorteknikens utveckling var det nu möjligt för NDC att erbjuda flexibiliteten som AGV-tillverkare behövde för att skapa specialtillverkade förarlösa truckar. NDC:s nya affärsmodell var född: ”Generisk teknik för andra att tillämpa.” 
Den första partnern var det franska företaget Lamson Saunier Duval, och antalet partners växte snabbt till tvåsiffrigt. NDC ägnade mycket tid åt att utbilda partners om alla möjligheter med generisk teknik.
Den nya affärsmodellen banade väg för en internationell expansion med NDC-dotterbolag i Italien, Tjeckoslovakienoch USA. Det amerikanska dotterbolaget till NDC, NDC Automation Inc., hade ett eget dotterbolag i Australien. NDC Automation Inc. börsnoterades 28 mars 1990 och bytte senare namn till Transbotics 2001.  

### Laserrevolutionen
Lasertekniken tog fart inom många industriella applikationer under 1980-talet, och NDC började utforska dess potential. 1991 introducerade NDC laserteknik som AGV-navigering i en Tetra Pak-fabrik i Singapore. Tetra Pak uppskattade hur lätt det var att förändra körvägarna med lasernavigering och började en världsomspännande uppgradering av sina anläggningar till lasernavigering. NDC döpte sin navigationsteknik till Lazerway. 
Under 1990-talet ökades AGV:ernas komplexitet. Genom att fokusera på att vara en teknikplattformsleverantör (navigation, maskinvara, programvara) kunde NDC hålla sig starka i en AGV-industri som hade delats upp  i nya kategorier, så som mobila robotar. 

### NDC idag
Efter att Danaher köpt upp företaget 2001, ändrades först namnet till Danaher Motion och senare till Kollmorgen. NDC behölls men är nu benämningen på teknikplattformen: NDC Solutions.
Sedan 2016 ingår Kollmorgen i Fortive-koncernen.